# Magnus von Wright

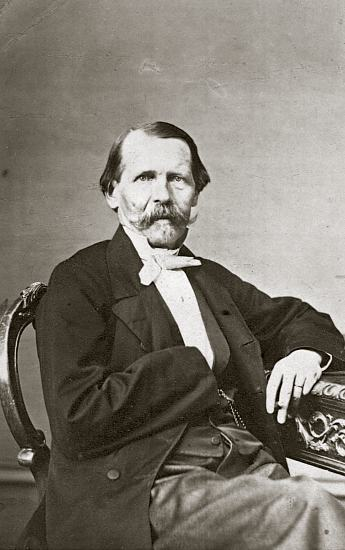
Magnus von Wright

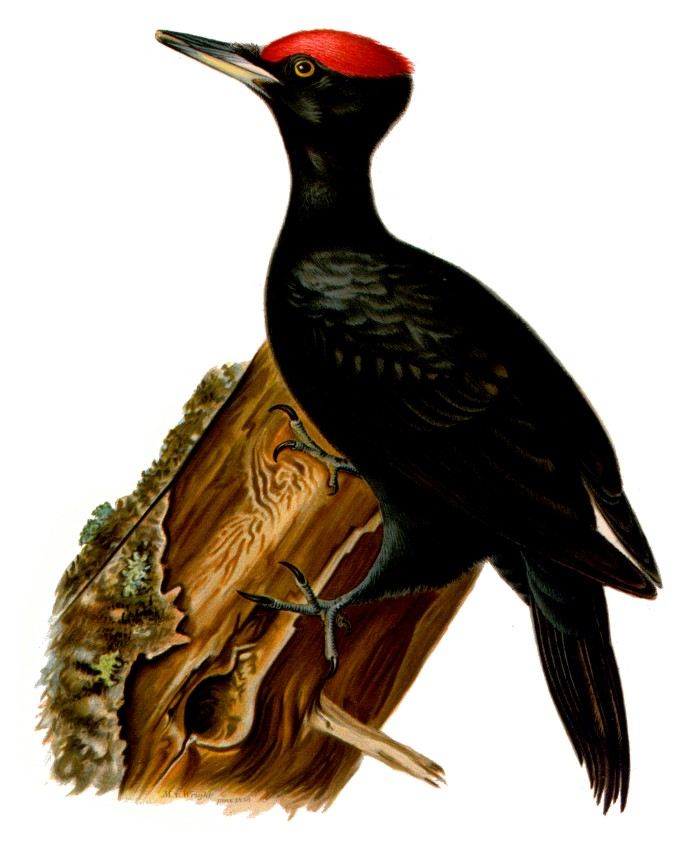
Ein Schwarzspecht von Wrights

Magnus von Wright (* 13. Juni 1805 in Kuopio, Finnland; † 5. Juli 1868 in Helsinki) war ein finnischer Maler und Ornithologe.
Von Wright wurde in einer wohlhabenden Familie geboren, ging in Turku zur Schule und studierte danach in Stockholm Kunst unter C. J. Fahlgranz sowie J. F. Julin. Auf Initiative eines Ornithologiekollegen, Nils Bonde, begann er seine Arbeit an Svenska Foglar (1828–1838), einem großen illustrierten Band über schwedische Vögel, wobei er von seinem jüngeren Bruder, Wilhelm von Wright, unterstützt wurde. Seine beiden jüngeren Brüder, Wilhelm (1810–1887) und Ferdinand (1822–1906) waren ebenfalls versierte Künstler, bekannt für ihre Werke über die Natur, speziell über Vögel.
Im Anschluss an seine Rückkehr im Jahre 1829 nach Finnland arbeitete von Wright als Kartograf, Taxidermist und Kunstlehrer. Außer etlichen Gemälden von Tieren schuf er auch viele Landschaftsgemälde und Stillleben. 1857 unternahm er eine Studienreise nach Düsseldorf. Von 1845 bis 1849 war er als Tierpräparator und seit 1849 bis zu seinem Tod 1868 als Zeichenlehrer an der Universität tätig.